# Amirul Hamizan Ibrahim
Amirul Hamizan Ibrahim est un haltérophile malaisien né le 3 décembre 1981. Son meilleur résultat est le gain de trois médailles d'or dans la catégorie des moins de 56 kg aux Jeux du Commonwealth de 2002 à Manchester (arraché, épaulé-jeté et total).
En juin 2005, il a été testé positif aux stéroïdes lors d'un contrôle inopiné organisé par le Conseil national des sports de Malaisie et interdit de compétition pour deux ans,.
Aux Championnats d'Asie d'haltérophilie 2008 (en), qualificatifs pour les Jeux olympiques, il a terminé quatrième dans la catégorie des moins de 56 kg, avec 262 kg.
Il a participé aux épreuves d'haltérophilie aux Jeux olympiques d'été de 2008 au Gymnase de l'Université Beihang (en) de Pékin, dans la catégorie des moins de 56 kilos : il y a terminé huitième en établissant un nouveau record personnel de 265 kg (3 kg de plus).
Il a ensuite gagné une médaille d'or aux Jeux du Commonwealth de 2010 à New Delhi, avec 257 kg, devant deux indiens, mais n'a pas participé aux tournois qualificatifs pour les Jeux olympiques d'été de 2012 à Londres. Il n'a pas non plus défendu son titre aux Jeux du Commonwealth de 2014.
Il mesure 1,61 m.